# Molecular Probes
Molecular Probes è una compagnia biotecnologica localizzata a Eugene, Oregon. È specializzata in fluorescenza.

## Storia
La compagnia è stata fondata nel 1975 da Richard e Rosaria Haugland in Minnesota, in seguito è stata trasferita per un breve periodo in Texas e infine in Oregon nei primi anni '80.
Nel 1989, Molecular Probes si è trasferita da Junction City alla sua collocazione attuale a Eugene.
Durante il periodo texano, gli Hauglands svilupparono il colorante Texas Red, ovvero un derivato della rodamina. Altri coloranti possiedono nomi che rispecchiano l'origine in Oregon, ad esempio l'Oregon Green e il Cascade Blue; invece il Marina Blue e l'Alexa Fluor sono stati nominati in questo modo a partire dai nomi dei figli degli Hauglands, ovvero Marina e Alex.
Invitrogen acquistò la Molecular Probes nel 2003 per circa 325 milioni di dollari in contanti. L'azienda in seguito divenne parte di Life Technologies, nata attraverso la fusione tra Invitrogen e Applied Biosystems. Life Technology è stata, poi, venduta al complesso aziendale Thermo Fisher Scientific nel 2004.